# Khames Al-Khanjar
Khames Farhan Ali Al-Khanjar Al-Issawi (خميس فرحان علي الخنجر العيساوي) é um proeminente homem de negócios, político e filantropo, com significativa influência na comunidade Sunita Árabe do Iraque. Ele possui extensas ligações políticas e comerciais por todo o Oriente Médio e é uma figura controversa conhecida por alianças políticas incertas e possíveis ligações com o financiamento de terrorismo através de conexões com o Estado Islâmico, relações passadas com intermediários poderosos no regime de Saddam Hussein e por facilitar pagamentos para o Reino do Catar. Ele atualmente é proponente de um sistema federal no Iraque que criaria uma região autônoma para os Árabes Sunitas semelhante ao Governo Regional do Curdistão no norte do país.

## Histórico Pessoal
Khanjar nasceu em 9 de agosto de 1965 como membro da tribo Albu Issa em Faluja, Iraque. Seu pai, Farhan, operava uma fazenda familiar como pastor que seu filho Abud, irmão de Khames, herdou. Ele e seu irmão Abud se tornaram proeminentes homens de negócios no norte do Iraque.
Khanjar obteve consideráveis relacionamentos políticos e é conhecido por influenciar o apoio entre políticos rivais. Ele também tem sido instrumental através de suas caridades pessoais na obtenção de fundos para organizações que apoiam grupos de terrorismo.
Utilizando dinheiro que seu pai havia pegado emprestado antes de falecer, Abud e Khamis abriram uma loja de móveis italianos e desenvolveram uma relação de negócios com os filhos do então ditador do Iraque Saddam Hussein: Uday e Qusay. Khamis e Uday Hussein começaram a importar charutos pela fronteira e rapidamente se estabeleceram como contrabandistas competentes.
Khanjar obteve um bacharelado em Literatura Árabe em Salahaddin University-Erbil, um MBA em Administração de Negócios na Sidoon University College no Líbano e é candidato para um mestrado em Relações Internacionais na Universidade do Oriente Médio em Amã, Jordânia.
Khanjar é casado e tem duas filhas e um filho. 

## Ligações de negócios

### Saddam Hussein
Durante a década de 90 ele trabalhou de perto com os filhos de Saddam Hussein, Uday e Qusay, especificamente com o contrabando de charutos por parte de Uday. Existe o rumor de que Uday e Khamis seguiram caminhos distintos em seus negócios por conta do compartilhamento das finanças. Alega-se que o irmão de Khanjar, Abud, foi preso após fazer uma proposta de casamento para a filha de Saddam Hussein. Após a intervenção de um amigo da família, Abud foi solto e ambos os irmãos fugiram para a Jordânia.
Não se sabe a origem da maior parte da fortuna de Khanjar, porém assume-se que foi composta por negócios baseados no contrabando de charutos, que ele transformou em um negócio de importação.
Antes da queda do regime Hussein durante a Operação Iraqi Freedom em 2003, Uday alegadamente transferiu US$700 milhões para Al-Khanjar que foram depositados no Banco Al-Etihad. Khanjar era um gerente no banco Al-Etihad na Jordânia durante esse período. Uday foi assassinado por insurgentes Americanos durante a operação de 2003 e o dinheiro permaneceu sumido desde que foi transferido.

### Jordânia
Al-Khanjar possui ligações de negócios com famílias governantes pelo Oriente Médio, incluindo a Jordânia e o Catar.
Em 2014 ele fugiu da Jordânia após a emissão de um mandato de prisão em por conluio com um executivo do Banco Etihad com relação a uma aquisição hostil de fábricas no país de um parceiro de negócios. Ele não voltou para a Jordânia desde então.

### Qatar
Existiu o rumor de que Khamis casou com a filha mais velha de Saddam Huseein, Raghad, em 2012 e isso o concedeu não apenas a cidadania do Catar, como também a propriedade de várias estações de televisão. Al-Khanjar foi seriamente acusado de ter sido o intermediário recebedor dos fundos do Catar direcionados para grupos rebeldes Sírios na Guerra Civil da Síria. O relacionamento reportadamente azedou após as suspeitas do Catar de que Al-Khanjar realocou fundos para seus projetos de caridade no Iraque Curdistão para usos pessoais, particularmente de uma rede de escolas financiada pela Fundação de Desenvolvimento Al-Khanjar. Seu relacionamento com o Catar foi alegadamente reparado antes da presença de Khanjar na Conferência de Genebra do Instituto de Paz Europeu, que foi de 15 a 16 de fevereiro de 2017 em Montreux, Suíça. Alega-se que Khanjar estava agindo como um substituto do governo do Catar.

### Ligações com a Irmandade Muçulmana
Seu genro, Majid al-Issawi (مجيد العيساوي) administra os interesses de negócios de Al-Khanjar em Erbil.
Khanjar era um importante atuante na criação do Iraqiyya (INM – Movimento Nacional do Iraque) antes das eleições de 2010. Seu parceiro, Rafi al-Issawi, associado com a OASRI que se juntou ao INM, havia trabalhado anteriormente como parte da IPP associada com a Irmandade Muçulmana (parte do Acordo de Frente Iraquiana). Vários outros políticos na rede de Khanjar têm conexões semelhantes com o IIP, gerando acusações de associação com a Irmandade Muçulmana.
Khanjar presenteou a Empresa de Transmissão Alrafidain para associados no Cairo para disseminar ainda mais a Irmandade Muçulmana e o pensamento da Associação dos Estudiosos Muçulmanos. A estação de televisão transmite programação que busca difundir as causas da Irmandade Muçulmana e os Estudiosos Muçulmanos e apoia Khamis al-Khanjar. 

## Política
Khanjar ajudou a financiar os movimentos de guerrilha Sunitas no Iraque para combater as forças americanas em 2003, porém é dito que ele passou seu apoio financeiro para tribos Sunitas aliadas dos americanos em 2006 para combater a Al-Qaeda no Iraque.
Em 2010 Al-Khanjar foi um dos vários influenciadores que ajudaram a construir a coalizão multiconfessional Iraqiyya, um bloco político apoiado pelos partidos Sunitas e liderado pelo secular Xiita e ex-Primeiro ministro interino Ayad Allawi.
Em 2013 ele ajudou a financiar protestos liderados por Sunitas contra o governo nacional do então primeiro ministro Malaki e gerou controvérsia após a captura, em 2014, de Mossul pelo Estado Islâmico, quando se referiu ao evento como uma “revolução” que “liberaria” os Sunitas em um tweet. Ele também se referiu ao exército do Iraque como “inimigo”. Ele também atribuiu a captura para uma aliança de tribos Sunitas, primeiro negando que o Estado Islâmico havia conquistado a cidade.
Em maio de 2015 foram organizados protestos contra Khanjar no Curdistão quando um mandato relacionado a terrorismo foi emitido contra ele.  Em 26 de outubro de 2015 os tribunais superiores do Iraque emitiram um processo contra Khamis sob o Artigo 4 da legislação Antiterrorismo do Iraque.
Khanjar aderiu a empresa de lobby Glover Park Group em setembro de 2015 por um custo de US$65.000 mensais para promover sua mensagem política dentre oficiais dos Estados Unidos. Ele abriu um escritório em Washington para sua OASRI em 2016.
Desde a metade de 2015, Al-khanjar tem buscado criar uma versão federada do Iraque com três regiões distintas para os Curtos, Árabes Sunitas e Árabes Xiitas. Ele se posicionou como um defensor dos Árabes Sunitas do Iraque e visiona que a região federal dos Sunitas obteria investimentos massivos dos estados do Golfo Pérsico e da Turquia, o que iria compor a região financeiramente.
"Temos ótimas relações com o Catar, Arábia Saudita, Emirados Árabes Unidos e a Turquia," disse Khanjar em 2016 para a Reuters. "Queremos explorar esses relacionamentos."
Khamis possui um passaporte turco e atualmente possui uma ONG baseada na Turquia, a Al-Khanjer Foundation for Educational Development.  A fundação foi criada com o auxílio do parceiro de negócios de Khanjer, Dr. Mustafa Ayyash Al-Kubaisi. Mustafa Ayyash Al-Kubaisi é um parente de Dr. Mohammed Ayyash Al-Kubaisi da Associação de Estudiosos Muçulmanos. A organização  Al-Khanjer é administrada pelo filho de Khanjers, Sarmad Khamis Al-Khanjer, um apoiador leal do grupo terrorista ISIS. Sarmad também possui um passaporte turco e mora na Turquia. Acredita-se que a ONG é utilizada para enviar recursos para os grupos Islâmicos extremistas da região.  

### Ofensiva de Mosul e acusações de apoio do Estado Islâmico
Em 2016 Khanjar foi citado como elogiador do líder do Estado Islâmico Abu Bakr al-Baghdadi ao dizer, “Abu Bakr al-Baghdadi (o líder da ISIS) é o líder do Islã.”
Ele trabalhou com o antigo governador de Mosul, Atheel al-Nujaifi, seu irmão Osama al-Nujaifi, um ex-vice-presidente do Iraque e o ex-ministro de finanças Rafaa al-Issawi para promover a ideia da região Sunita autônoma no Iraque. O grupo também recebe auxílio e apoio financeiro da nação do Catar para apoiar sua causa. Issawi atualmente é procurado pelo governo do Iraque por um mandato de prisão relacionado a terrorismo emitido pelo Primeiro Ministro Nuri al-Maliki em 2012. Relata-se que ele também está criando uma milícia Sunita – a Força de Guarda Nineveh – para combater o Estado Islâmico e que tal milícia é composta por pelo menos 4.000 homens da província Nineveh.
Khanjar alertou publicamente sobre a violência sectária em novembro de 2016, antes dos esforços do Iraque para recapturar Mossul do Estado Islâmico, caso as forças não Sunitas liberassem a cidade, acusando as Forças de Mobilização Popular Xiitas de atrocidades anteriores contra os Sunitas.
“Todos estão buscando por salvação de Daesh [o acrônimo árabe para ISIL]... porém uma vez que a Daesh for derrotada, uma nova fase perigosa iniciará, caso os Estados Unidos e o governo não abordem as queixas Sunitas. Isso poderia ameaçar o futuro do estado do Iraque,” disse Khanjar. 
Em 2017 ele foi ligado a esforços de Ammar al-Hakim, líder do partido Xiita do Conselho Islâmico Supremo do Iraque, de coletar apoio Sunita para um esforço de reconstrução pós-Estado Islâmico na província predominantemente Sunita de Ambar.

## Trabalho de caridade
Khanjar é o fundador do Escritório de Representação Árabe Sunita do Iraque (Oﬃce of the Arab-Sunni Representative for Iraq - OASRI), que lida com a história da comunidade Sunita do Iraque. Ele também serve como o secretário geral do Projeto Árabe no Iraque.
Em 2014 ele fundou a Fundação de Desenvolvimento Al-Khanjar para fornecer oportunidades educativas para estudantes afetados pela violência. Em 2005, o Xeque Khamis expandiu as atividades da fundação para fornecer serviços de saúde para famílias de baixa renda. Desde a tomada de Mossul por parte do Estado Islâmico, a fundação patrocina primariamente instituições para Árabes Sunitas internamente deslocados que se fixaram no Curdistão do Iraque. Em 2014 a Fundação de Desenvolvimento Al Khanjar fundou quinze escolas para Sunitas deslocados nas cidades Curdas de Erbil, Sulaymaniyah e Shaqlawa. A fundação também patrocinou uma clínica de saúde em Harir que atende cerca de 270 pacientes por dia com serviços que incluem cirurgias de pequeno porte.
Em 2016 esse número subiu para 21 escolas atendendo mais de 25.000 estudantes e quatro séries diferentes. Também em 2014 a fundação criou uma clínica de saúde em Harir que atende 270 pacientes por dia, com capacidade de desempenhar cirurgias para Sunitas deslocados em necessidade. Em 2016, o Xeque Khamis fundou um centro médico especializado em Erbil para fornecer cuidados médicos gratuitos para Sunitas e Curdos deslocados. Espera-se que o centro receba 350 pacientes por dia.
Em 2005 Khanjar fundou o Centro de Estudo Estratégicos do Iraque (The Iraqi Center for Strategic Studies – ICSS) baseado na Jordânia, um conselho de especialistas que conduz pesquisa, hospeda debates e organiza conferências sobre os desafios políticos, econômicos e de segurança do Iraque. Ele também possui uma rede de televisão em sua cidade natal de Faluja, AI Fallujah TV. Ele também é o fundador do Instituto Al-Khanjar de Desenvolvimento Científico na Jordânia para indivíduos de origem Iraquiana estudante fora e o Instituto de Assistência Social Al-Khanjar que fornece apoio para pacientes feridos de famílias de baixa renda.